# Tom Starke
Tom Starke (Freital, Saxònia, 18 de març de 1981) és un exfutbolista alemany que actualment entrena porters a les categories inferiors del FC Bayern de Múnic.

## Carrera esportiva

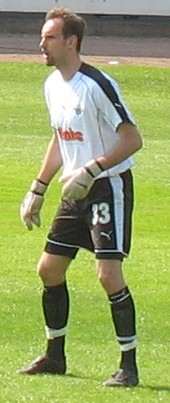
Tom Starke.

Starke, que va debutar com a futbolista a l'Stahl Freital, juga actualment pel FC Bayern de Múnic, club amb el qual va debutar el 31 d'octubre de 2012 en un partit contra l'1. FC Kaiserslautern i en el qual no va rebre cap gol. El seu debut a la Bundesliga amb el Bayern va arribar en una victòria per 1–0 contra el seu anterior equip, el TSG 1899 Hoffenheim el 3 de març de 2013. La seva segona aparició a la Bundesliga amb el Bayern fou contra l'1. FC Nuremberg el 13 d'abril de 2013, un partit en què parà un penal a Timmy Simons amb la cara.

## Palmarès

### Campionats internacionals
| Títol                        | Club               | País            | Any     |
| ---------------------------- | ------------------ | --------------- | ------- |
| Lliga de Campions de la UEFA | FC Bayern de Múnic | Londres         | 2012-13 |
| Supercopa d'Europa           | FC Bayern de Múnic | República Txeca | 2013    |